# La Boum
La Boum (Traducción literal: La fiesta; en España: La Gran Fiesta; en México: Tiempo de Amar; en Argentina: Adolescentes de Fiesta) es una película francesa de 1980 dirigida por Claude Pinoteau y protagonizada por Sophie Marceau en su debut cinematográfico. Escrita por Danièle Thompson y Claude Pinoteau, la película relata la historia de una niña francesa de trece años que encuentra su camino en una nueva escuela secundaria y se enfrenta a ciertos problemas domésticos. La música fue escrita por Vladimir Cosma, con Richard Sanderson interpretando la canción "Reality". Una secuela, La Boum 2, fue estrenada en 1982.

## Sinopsis
Vic (Sophie Marceau), de trece años, es nueva en su escuela secundaria. Se hace amiga de Pénélope (Sheila O'Connor) y juntas buscan a algún chico del cual enamorarse. Vic está frustrada por sus padres, que no le permiten asistir al "boum", una gran fiesta. Su bisabuela Poupette la ayuda y Vic termina enamorándose de Matthieu (Alexandre Sterling). Mientras Vic está ocupada buscando a su verdadero amor, el matrimonio de sus padres se enfrenta a una crisis.

## Reparto
- Claude Brasseur es François Beretton.
- Brigitte Fossey es Françoise Beretton.
- Sophie Marceau es Vic Beretton.
- Denise Grey es Poupette.
- Alexandre Sterling es Matthieu.
- Jean-Michel Dupuis es Étienne.
- Sheila O'Connor es Pénélope Fontanet.
- Alexandra Gonin es Samantha Fontanet.
- Dominique Lavanant es Vanessa.
- Bernard Giraudeau es Éric Thompson.
- Jean-Pierre Castaldi es Brassac.
- Evelyne Bellego es Éliane.
- Richard Bohringer es Guibert.